# Glaci Zancan
Glaci Teresinha Zancan (São Borja, 16 de agosto de 1935 — Criciúma, 29 de junio de 2007) fue una bioquímica brasileña, expresidenta de la Sociedad Brasileña para el Progreso de la Ciencia (SBPC). Realizó su posdoctorado en la Universidad de Buenos Aires, cuando trabajó con Luis Federico Leloir, premio Nobel de Medicina de 1970.
La científica, defendió el aumento de la participación femenina en investigaciones, con la universalización de la investigación en las Universidades, y entre otros, participó en la elaboración del "Plan Nacional de Estudios de Postgrado 2005-2010"(en línea), coordinado por la CAPES.
Estaba radicada en Curitiba, siendo profesora titular de la Universidad Federal de Paraná. Presidió la "Sociedad Brasileña de Bioquímica" y, posteriormente, la SBPC desde 1999 2003), de la que también fuera vicepresidenta. En sus últimos años de vida, fue miembro del Consejo Superior de la CAPES; y del Consejo Estadual de Educación de Paraná.

## Honores
- Recibió la pequeña Cruz de la Orden Nacional de Mérito Científico.

### Epónimos
- En su honor se designó el "Trofeo Mujeres de Ciencia Glaci Zanca"[6]